# Hestinalis mimetica
Hestinalis mimetica är en fjärilsart som beskrevs av Butler 1874. Hestinalis mimetica ingår i släktet Hestinalis och familjen praktfjärilar. Inga underarter finns listade i Catalogue of Life.